# A magyar labdarúgó-válogatott 2012. augusztus 15-i mérkőzése
A magyar labdarúgó-válogatott egyik barátságos mérkőzése Izrael ellen 2012. augusztus 15-én volt. A találkozó végeredménye 1–1 lett.

## Előzmények
A magyar labdarúgó-válogatott negyedszerre lépett pályára 2012-ben. Február 29-én Bulgária (1–1), június 1-jén Csehország (2–1), június 4-én Írország (0–0) válogatottja ellen játszottak barátságos mérkőzést. A csapatnak ez volt az utolsó felkészülési találkozója a szeptemberben kezdődő vb-selejtezők előtt.
Nagyon fontos meccs vár ránk, hiszen ez az utolsó alkalom, hogy pályára léphetünk az őszi tétmérkőzések előtt. (...) A felkészülést nehezíti, hogy az idény elején fizikálisan felemás állapotban vannak a játékosok, van, ahol már javában tart a bajnokság, míg máshol csak augusztus végén kezdik a szezont. Az izraeliek technikás, gyors, kreatív focit játszanak, ezzel együtt természetesen győzelemre készülünk ellenük. Szeretnénk játékban még egy lépcsőfokkal előrébb lépni, folytatni a júniusi barátságos meccseken elkezdett utat, de ha lehet, még annál is magasabb fordulatszámon játszani. Fontos az önbizalomszerző győzelem megszerzése, mert egyik célunk a labdarúgók mentális felkészítése a vb-selejtezőkre.

## Keretek
Egervári Sándor július 31-én hirdette ki huszonegy főből álló keretét az izraeliek elleni mérkőzésre. Augusztus 12-én derült ki, hogy Gera Zoltán és Hajnal Tamás sem tud pályára lépni a találkozón, sérülés miatt. A szövetségi kapitány helyükre Koltai Tamást hívta meg a keretbe.
Eli Guttman, Izrael szövetségi kapitánya, augusztus 7-én hirdetett keretet. A mérkőzés előtt két játékos is elhagyta az izraeli csapatot.
| Magyarország     | Magyarország | Magyarország | Magyarország | Magyarország     |
| Név              | Kor          | Vál.         | Gól          | Klub             |
| ---------------- | ------------ | ------------ | ------------ | ---------------- |
| Bogdán Ádám      | 24 éves      | 7            | 0            | Bolton Wanderers |
| Király Gábor     | 36 éves      | 86           | 0            | 1860 München     |
| Megyeri Balázs   | 22 éves      | 0            | 0            | Olimbiakósz      |
| Halmosi Péter    | 32 éves      | 33           | 0            | Haladás          |
| Juhász Roland    | 29 éves      | 71           | 5            | Anderlecht       |
| Korcsmár Zsolt   | 23 éves      | 8            | 0            | Brann            |
| Laczkó Zsolt     | 25 éves      | 19           | 0            | Sampdoria        |
| Lipták Zoltán    | 27 éves      | 10           | 1            | Győri ETO        |
| Mészáros Norbert | 31 éves      | 2            | 0            | Debreceni VSC    |
| Vanczák Vilmos   | 29 éves      | 62           | 2            | FC Sion          |
| Varga József     | 24 éves      | 13           | 0            | Debreceni VSC    |
| Dzsudzsák Balázs | 25 éves      | 44           | 8            | Gyinamo Moszkva  |
| Gyurcsó Ádám     | 21 éves      | 2            | 1            | Videoton         |
| Koltai Tamás     | 25 éves      | 7            | 0            | Győri ETO        |
| Koman Vladimir   | 23 éves      | 20           | 5            | FK Krasznodar    |
| Pintér Ádám      | 24 éves      | 10           | 0            | Real Zaragoza    |
| Szakály Péter    | 25 éves      | 2            | 0            | Debreceni VSC    |
| Németh Krisztián | 23 éves      | 7            | 0            | Roda JC          |
| Szabics Imre     | 31 éves      | 29           | 12           | Sturm Graz       |
| Szalai Ádám      | 24 éves      | 9            | 5            | Mainz 05         |

| Izrael           | Izrael  | Izrael | Izrael | Izrael            |
| Név              | Kor     | Vál.   | Gól    | Klub              |
| ---------------- | ------- | ------ | ------ | ----------------- |
| Danny Amos       | 25 éves | 0      | 0      | Kirjat Smóná      |
| Dudu Aouate      | 34 éves | 64     | 0      | RCD Mallorca      |
| Ariel Harush     | 24 éves | 2      | 0      | Bétár Jerusálajim |
| Tal Ben-Háim     | 30 éves | 67     | 1      |                   |
| Elad Gabai       | 26 éves | 1      | 0      | Kirjat Smóná      |
| Rami Gershon     | 24 éves | 12     | 2      | Standard Liège    |
| Dan Mori         | 24 éves | 2      | 0      | Bné Jehúdá        |
| Samuel Scheimann | 24 éves | 1      | 0      | Makkabi Haifa     |
| Yuval Spungin    | 25 éves | 16     | 0      | Omónia            |
| Eytan Tibi       | 24 éves | 2      | 0      | Makkabi Tel-Aviv  |
| Shir Tzedek      | 22 éves | 2      | 0      | Kirjat Smóná      |
| Hen Ezra         | 23 éves | 0      | 0      | Makkabi Haifa     |
| Beram Kayal      | 24 éves | 21     | 1      | Celtic            |
| Maor Melikson    | 27 éves | 5      | 2      | Wisła Kraków      |
| Bibras Natkho    | 24 éves | 16     | 0      | Rubin Kazany      |
| Lior Refaelov    | 26 éves | 17     | 3      | Club Brugge       |
| Gil Vermouth     | 27 éves | 10     | 0      | Kaiserslautern    |
| Avihai Yadin     | 26 éves | 8      | 0      | Hapóél Tel-Aviv   |
| Omer Damari      | 23 éves | 6      | 2      | Hapóél Tel-Aviv   |
| Tomer Hemed      | 25 éves | 7      | 2      | RCD Mallorca      |
| Ben Sahar        | 23 éves | 27     | 6      | Hertha            |
| Itay Shechter    | 25 éves | 13     | 4      | Swansea City      |

 megjegyzés: Az adatok a mérkőzés előtti állapotnak megfelelőek.

## Az összeállítások
| 2012. augusztus 15. 20:30 |

| Magyarország              | 1 – 1               | Izrael                         |
| ------------------------- | ------------------- | ------------------------------ |
| Dzsudzsák 51' Varga 90+1' | (0 – 0) Jegyzőkönyv | Hemed 80' Natkho 29' Yadin 76' |

| Puskás Ferenc Stadion, Budapest Játékvezető: Ivan Kruzliak (szlovák) |

| Csapatszínek | Csapatszínek | Csapatszínek |
| Csapatszínek |              |              |
| Csapatszínek |              |              |
|              |              |              |
| Magyarország |              |              |

| Csapatszínek | Csapatszínek | Csapatszínek |
| Csapatszínek |              |              |
| Csapatszínek |              |              |
|              |              |              |
| Izrael       |              |              |

| MAGYARORSZÁG:        |    |                  |             |
|                      |    |                  |             |
| K                    | 1  | Bogdán Ádám      |             |
| JV                   | 2  | Varga József     | 90+1'       |
| V                    | 5  | Mészáros Norbert |             |
| V                    | 4  | Juhász Roland    | a szünetben |
| BV                   | 6  | Laczkó Zsolt     |             |
| VKP                  | 8  | Pintér Ádám      | 79'         |
| JKP                  | 3  | Gyurcsó Ádám     | a szünetben |
| KKP                  | 11 | Koman Vladimir   | 79'         |
| KKP                  | 10 | Szakály Péter    | 63'         |
| BKP                  | 7  | Dzsudzsák Balázs | 51'         |
| CS                   | 9  | Szalai Ádám      | 86'         |
| Cserék:              |    |                  |             |
| K                    | 12 | Király Gábor     |             |
| KP                   | 13 | Koltai Tamás     | 79'         |
| CS                   | 14 | Németh Krisztián | a szünetben |
| V                    | 15 | Korcsmár Zsolt   | a szünetben |
| V                    | 16 | Halmosi Péter    | 79'         |
| CS                   | 18 | Szabics Imre     | 86'         |
| V                    | 19 | Vanczák Vilmos   | 63'         |
| Szövetségi kapitány: |    |                  |             |
| Egervári Sándor      |    |                  |             |

| IZRAEL:              |    |                  |             |
|                      |    |                  |             |
| K                    | 1  | Dudu Aouate      |             |
| JV                   | 2  | Yuval Spungin    | 35'         |
| V                    | 13 | Dan Mori         |             |
| V                    | 21 | Eytan Tibi       |             |
| BV                   | 5  | Rami Gershon     |             |
| JKP                  | 6  | Bibras Natkho    | 29'         |
| KKP                  | 12 | Avihai Yadin     | 76' 84'     |
| KKP                  | 8  | Maor Melikson    | 88'         |
| BKP                  | 9  | Lior Refaelov    | a szünetben |
| CS                   | 11 | Itay Shechter    | 67'         |
| CS                   | 22 | Omer Damari      | 59'         |
| Cserék:              |    |                  |             |
| K                    | ## | Danny Amos       |             |
| K                    | ## | Ariel Harush     |             |
| V                    | ## | Tal Ben-Háim     | 88'         |
| V                    | ## | Elad Gabai       | 35'         |
| V                    | ## | Samuel Scheimann |             |
| V                    | ## | Shir Tzedek      |             |
| KP                   | ## | Hen Ezra         |             |
| KP                   | ## | Beram Kayal      | 84'         |
| KP                   | ## | Gil Vermouth     | a szünetben |
| CS                   | ## | Tomer Hemed      | 67' 80'     |
| CS                   | ## | Ben Sahar        | 59'         |
| Szövetségi kapitány: |    |                  |             |
| Eli Guttman          |    |                  |             |

## A mérkőzés
A találkozót a budapesti Puskás Ferenc Stadionban rendezték, 20:30-kor. Az első félidő, kisebb helyzetek után, 0–0-val ért véget. A második játékrész hatodik percében Dzsudzsák Balázs szerezte meg a hazai csapat vezető találatát. A 80. percben Tomer Hemed talált a magyar kapuba, ezzel beállítva az 1–1-es végeredményt.
Nem tudtuk ugyanazt a jó játékot nyújtani, mint az elmúlt két felkészülési mérkőzésen, és sajnos kényszerűségből többet is kellett cserélnem a tervezettnél. Ez okozhatta azt is, hogy nem tudtuk elosztani megfelelően az embereket a bekapott gólnál. Sajnáljuk, hogy nem tudtuk kiszolgálni a nagyszerű közönségünket, de ma ennyi volt bennünk. Reméljük, szeptemberben mindenki jobb állapotban érkezik, és sikerrel tudjuk megvívni a két vb-selejtezőt. (...) Németh Krisztián kifejezetten jól állt be, viszont többen elfáradtak, mint például Pintér, aki még csak a felkészülés végén jár. A meccs végére már csak küzdelem alakult ki, keveset láttunk azokból a taktikai elemekből, amiket szerettünk volna.
Nem egyszerű számunkra Magyarországon játszani, a magyar válogatott egyéni képességekben és csapatjátékban is jó. Dzsudzsák, Koman kiváló, Szalai lefogása is nagyon nehéz feladat volt. (...) Jól kezdtük a meccset, és sikerült kialakítanunk helyzeteket. A második félidőt rosszul kezdtük, és a magyarok jogosan jutottak előnyhöz. De van egy mottónk: soha nem adjuk fel a játékot. És sikerült is egyenlítenünk. Sok pozitívumot láttam, de persze sok mindenben kell még fejlődnünk.

## Örökmérleg a mérkőzés után
| Magyarország · (28.) | :         | Izrael · (82.) |
| -------------------- | --------- | -------------- |
| 1                    | Győzelem  | 2              |
| 2                    | Döntetlen | 2              |
| 3                    | Gólok     | 5              |
| 5/15                 | Pontok    | 8/15           |
| 33,3                 | %         | 53,3           |

 megjegyzés: A válogatottak neve alatt zárójelben szereplő szám a csapat aktuális FIFA-világranglista-helyezését mutatja.

## Antiszemita incidens
A mérkőzésen megjelent nézők egy része a lelátókról „mocskos zsidó”-t kiabált, Mussolinit méltatta, Palesztinát éltette, és az izraeli himnusz elhangzásakor hátat fordított a focipályának. A magyar kormány elítélte a történteket.
A további események kronológiai sorrendben
- Január 8.: A Nemzetközi Labdarúgó-szövetség (FIFA) fegyelmi bizottsága úgy határozott, hogy az augusztus 15-i Magyarország–Izrael barátságos mérkőzésen tapasztalt szurkolói megnyilvánulások miatt a magyar válogatottnak zárt kapuk mögött kell lejátszania következő hazai világbajnoki selejtezőjét, a márciusi, Románia elleni találkozót. A fegyelmi bizottság emellett 40 ezer svájci frankos büntetést is kirótt a Magyar Labdarúgó-szövetségre.[10]
- Január 18.: az MLSZ hivatalosan is fellebbezett a FIFA fegyelmi bizottságánál.[11]
- Február 4.: A FIFA fellebbviteli bizottsága arról értesítette az MLSZ-t, hogy nem változtatott korábbi, a Magyarország–Románia vb-selejtezőt érintő döntésén.[12]
- Február 25.: Az MLSZ benyújtotta keresetét a nemzetközi Sportdöntőbírósághoz (CAS).[13]
- Március 12.: A CAS elutasította az MLSZ a FIFA-döntés végrehajtásának felfüggesztése iránti kérelmét, ezért a Magyarország–Románia mérkőzést zárt kapuk mögött kellett megrendezni.[14]

## Külső hivatkozások
- A Magyar Labdarúgó-szövetség hivatalos honlapja (magyarul)
- A mérkőzés adatlapja a magyarfutball.hu-n (magyarul)
- A mérkőzés beszámolója a nemzetisport.hu-n (magyarul)
- A mérkőzés beszámolója az origo.hu-n Archiválva 2012. augusztus 17-i dátummal a Wayback Machine-ben (magyarul)